# حركة مثلية سابقا

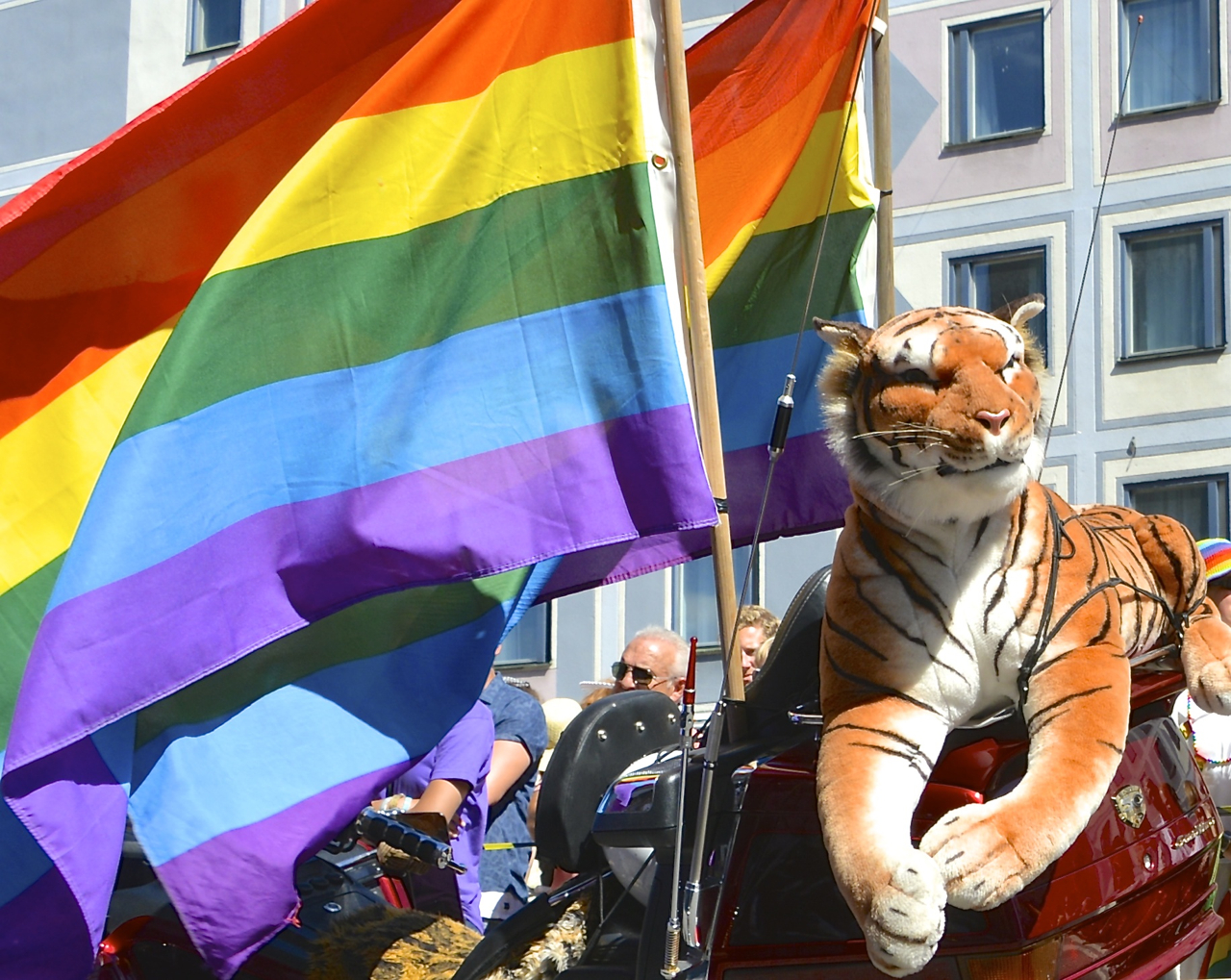

الحركة المثلية سابقا (بالإنجليزية: ex-gay movement)‏ هي حركة تتكون من أشخاص ومنظمات تشجع الناس على الامتناع عن الدخول في أو متابعة العلاقات الجنسية المثلية، ولإزالة الرغبات الجنسية المثلية، ولتطوير رغبات جنسية مغايرية، أو للدخول في علاقة مغايرية.
تعتمد الحركة علي إشراك الأفراد الذين عرف عنهم سابقا تبني التوجه المثلي سواء من الرجال أو النساء أو مزدوجي التوجة الجنسي، ولكنها لم تعد تفعل.
كانت هناك العديد من الفضائح  المتعلقة بهذه الحركة، بما في ذلك بعض من ادعو تخلصهم من المثلية، حيث تم ضبطهم في علاقات جنسية مثلية على الرغم من نفيهم لذلك، وكذلك الجدل الواسع حول إجبار المثليين القصر على الذهاب إلى معسكرات الحركة رغما عنهم، وكذلك الاعتراف المعلن من طرف المنظمات ذات الصلة بالحركة أن العلاج التحويلي للتوجه الجنسي غير فعال.